# Raionul Brusîliv, Jîtomîr
Brusîliv (în ucraineană Брусилівський район, transliterat: Brusîlivskîi raion) este un raion în regiunea Jîtomîr, Ucraina. Reședința sa este așezarea de tip urban Brusîliv.

## Demografie
Componența lingvistică a raionului Brusîliv
     Ucraineană (96,99%)
     Rusă (2,68%)
     Alte limbi (0,3%)
Conform recensământului din 2001, majoritatea populației raionului Brusîliv era vorbitoare de ucraineană (96,99%), existând în minoritate și vorbitori de rusă (2,68%).